# جوناثان بيريرا رودريغيز
جوناثان بيريرا رودريغيز' (مواليد 12 مايو 1987 في فيغو - إسبانيا) لاعب كرة قدم إسباني يلعب حاليا لصالح نادي الدرجة الأولى فياريال الإسباني منذ 2003 في مركز المهاجم كما يجيد اللعب في مركز الوسط المهاجم والجناح الأيمن والأيسر .

## وصلات خارجية
- جوناثان بيريرا رودريغيز على موقع قاعدة بيانات كرة القدم.إي يو (الإنجليزية)
- جوناثان بيريرا رودريغيز على موقع Soccerbase.com (لاعب) (الإنجليزية)
- جوناثان بيريرا رودريغيز على موقع Soccerway.com (الإنجليزية)
- جوناثان بيريرا رودريغيز على موقع عالم كرة القدم.نت (الإنجليزية)
- جوناثان بيريرا رودريغيز على موقع AS.com (الإسبانية)